# Prinses Anna
Die Prinses Anna ist eine ehemalige niederländische Fähre. Sie wurde ab April 1968 im Fährverkehr nach Ameland eingesetzt und 1997 zu einem Partyschiff umgebaut.

## Geschichte
Das Schiff wurde 1967 unter der Baunummer 301 auf der Werft C. Amels & Zn in Makkum gebaut. Auftraggeber war die niederländische Rijkswaterstaat in Leeuwarden. Die Kiellegung fand am 12. September, der Stapellauf am 21. Dezember 1967 statt. Das Schiff wurde am 4. April 1968 abgeliefert und als Prinses Anna im Fährverkehr von Holwerd nach Nes auf Ameland eingesetzt. Benannt war das Schiff nach Anna von Hannover.
1985 wurde die Fährverbindung privatisiert und die Fähre an Wagenborg Passagiersdiensten verkauft. Wagenborg Passagiersdiensten ließen die Fähre umbauen und betrieben sie ab 1986 als Simonszand, benannt nach der im niederländischen Wattenmeer zwischen Schiermonnikoog und Rottumerplaat liegenden Sandbank, im Fährverkehr von Lauwersoog nach Schiermonnikoog, während auf der Verbindung nach Ameland Neubauten eingesetzt wurden.
Mitte der 1990er-Jahre wurde die Fähre aus der Fahrt genommen und aufgelegt. 1997 wurde sie an die Rederij Carolina in Zwijndrecht verkauft. Diese ließ das Schiff umfangreich in ein Partyschiff umbauen. Dabei wurden die Decksaufbauten verlängert und dadurch das offene Fahrzeugdeck komplett überbaut. Auch die vorhandenen Decksaufbauten wurden umgebaut. Neuer Name des Schiffes wurde Ameland.
2004 wurde das Schiff von der Ameland Rederij übernommen und in De Ameland umbenannt. Es wurde erneut modernisiert und dabei um ein offenes Oberdeck erweitert. Das Schiff wird weiter als Partyschiff und für Veranstaltungen genutzt.

## Technische Daten und Ausstattung
Das Schiff wird von zwei Dieselmotoren angetrieben, die auf zwei Propeller wirken. Das Schiff war zunächst mit zwei Kromhout-Dieselmotoren mit jeweils 352 kW Leistung ausgerüstet. 1979 wurden die Motoren durch GM-Dieselmotoren mit jeweils 380 kW Leistung ersetzt. Das Schiff ist mit einem elektrisch angetriebenen Bugstrahlruder ausgerüstet.
Für die Stromerzeugung an Bord stehen zwei von John-Deere-Dieselmotoren angetriebene Generatoren sowie ein von einem Hatz-Dieselmotor angetriebener Notgenerator zur Verfügung.
Die Fähre war mit einem offenen Deck für den Transport von Fahrzeugen ausgestattet. Dieses Deck erstreckte sich über mehr als die Hälfte der Schiffslänge und war von der Seite her zugänglich. Im vorderen Bereich des Schiffes befanden sich die Decksaufbauten, die das Fahrzeugdeck zum Teil überbauten. Hier befanden sich auf zwei Decks Einrichtungen für die Passagiere. Der hintere Bereich des Decks über dem Fahrzeugdeck war offen, ebenso der größte Teil des darüber liegenden Decks.
1997 wurde das Schiff umgebaut und erhielt im Bereich des bisher offenen Fahrzeugdecks neue Decksaufbauten. Während der im Jahr 2004 durchgeführten Modernisierung des Schiffes wurde auf den Decksaufbauten ein weiteres Deck eingerichtet, das im vorderen Bereich gedeckt und im hinteren Bereich offen ist. Das Schiff ist für 800 Passagiere zugelassen.
Die Brücke ist im vorderen Bereich des Schiffes auf die Decksaufbauten aufgesetzt.